# Río Paraná Ibicuy
Río Paraná Ibicuy är en flodgren i Argentina.   Den ligger i provinsen Entre Ríos, i den centrala delen av landet, 120 km nordväst om huvudstaden Buenos Aires.
Omgivningen kring Río Paraná Ibicuy består huvudsakligen av våtmarker. Området är  ganska tätbefolkat, med 80 invånare per kvadratkilometer.